# Nguibassal (Éséka)
Pour les articles homonymes, voir Nguibassal (homonymie).
Nguibassal (I et II) sont deux villages du Cameroun, situés dans la région du Centre et le département du Nyong-et-Kéllé. Ils sont rattachés à la commune d'Éséka. 

## Géographie
Les deux villages sont arrosés par le Nyong.

## Population
On distingue Nguibassal I et Nguibassal II, très proches l'un de l'autre. Leur population est principalement constituée de Bassa. 
Nguibassal I comptait 101 habitants en 1963-1964, puis 85 lors du recensement de 2005.

Nguibassal II comptait 110 habitants en 1963-1964, puis 143 lors du recensement de 2005.